# Smittina impellucida
Smittina impellucida is een mosdiertjessoort uit de familie van de Smittinidae. De wetenschappelijke naam van de soort is voor het eerst geldig gepubliceerd in 2008 door Gontar.